# 孙毓敏
孙毓敏（1940年—2023年3月28日），汉族，中国京剧表演艺术家，一级演员，工旦角，北京市戏曲艺术职业学院名誉院长，荀慧生的亲传弟子。代表作有《红娘》《荀灌娘》、《杜十娘》、《红楼二尤》、《金玉奴》等。第十一届全国政协委员。

## 榮譽
獎項
孙毓敏先后获得的奖项有：第二届全国戏剧梅花奖、首届梅兰芳金奖、市表演优秀奖、特殊奖、及美国佛州颁发的“亚洲最佳艺人终生成就奖”。并被评为“全国三八红旗手”、“全国文化系统先进个人”、“全国劳动模范”。
担任职务
孙毓敏曾先后担任荀剧团、梅剧团、北京京剧院演员；北京市戏曲（艺术）学校校长、党委书记；北京戏曲艺术职业学院院长；市人大常务委员，全国政协委员，人大代表、中国农工民主党中央委员、妇女工作部副主任等职。
多年来她还担任中国戏曲家协会理事、中国京剧艺术基金会理事、北京戏曲家协会常务理事、北京市作家协会委员、北京戏剧家协会副主席、北京京昆协会副主席、北京市戏曲艺术教育基金会会长、北京市京剧昆曲振兴协会会长、以及多家艺术院校教授、顾问等职。